# Dubbelzuigermotor

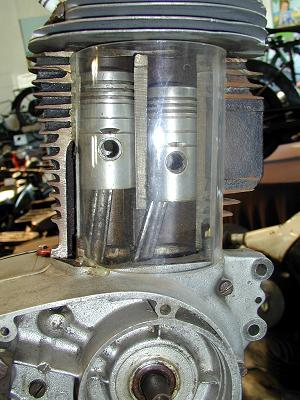
Dubbelzuigermotor van Puch

Een dubbelzuigermotor is een tweetaktmotor met twee zuigers, waarvan er één de in- en uitlaatpoorten bedient en de ander de spoelpoort.
Dit type motor wordt ook wel split-cycle genoemd.
Net als een normale tweecilindermotor heeft een dubbelzuigermotor twee zuigers, die ieder in een eigen cilinder of cilinderboring op en neer bewegen. Maar beide boringen eindigen in een en dezelfde verbrandingsruimte. In de ene cilinder bevinden zich de inlaatpoorten, in de andere de uitlaatpoorten. Bevinden de twee cilinderboringen zich achter elkaar (haaks op de krukas), dan hebben beide zuigers ieder een drijfstang. Als de cilinderboringen zich naast elkaar bevinden (parallel aan de krukas), dan worden de beide zuigers bewogen door een enkele, gevorkte drijfstang.
In 1877 was er al een patent van Ferdinand Kindermann die een dubbelzuiger met tegenover elkaar liggende zuigers maakte. Deze zuigers hadden elk een eigen krukas.
In 1913 bouwde Adalberto Garelli - die toen nog bij Fiat werkte - een dubbelzuigertweetaktmotor met een enkele krukas. Op dit principe werd later voortgeborduurd door Puch-constructeur Marcellino (herfst 1923) en later ook door DKW. TWN (Triumph Werke Nürnberg) bouwde dubbelzuigermotoren met de cilinderboringen naast elkaar.